# Emilio Del Giudice
Emilio Del Giudice (* 1. Januar 1940 in Neapel; † 31. Januar 2014) war ein italienischer theoretischer Physiker.

## Leben
Del Giudice studierte Physik in Neapel mit dem Abschluss 1961 und war 1963 bis 1976 Assistenzprofessor in Neapel. Ab 1976 war er in Mailand im dortigen Ableger des italienischen Nationalen Instituts für Kernphysik (INFN), ab 1988 als leitender Wissenschaftler.
1969 bis 1972 war er am Massachusetts Institute of Technology und 1974 bis 1976 am Niels-Bohr-Institut in Kopenhagen.
Während der 1970er Jahre, war er, zusammen mit Sergio Fubini, Paolo Di Vecchia und Gabriele Veneziano, im Zentrum einer aktiven Schule italienischer theoretischer Physiker, die sich mit Stringtheorie befasste, die damals noch als Theorie für die starke Wechselwirkung diskutiert wurde (Dual Resonance Models). Später befasste er sich unter anderem mit Biophysik und kohärenten elektrodynamischen Phänomenen in kondensierter Materie, unter anderem mit Anwendung der Quantenfeldtheorie in der Biologie. Das führte ihn auch zu überwiegend abgelehnten Außenseiter-Theorien über eine hypothetische kohärente Struktur des Wassers („Gedächtnis von Wasser“) und zur Kalten Fusion (teilweise mit Giuliano Preparata).

## Auszeichnungen
Del Giudice wurde mit der Prigogine-Medaille des Wessex Institute of Technology und der Universität Siena 2009 ausgezeichnet.

## Konferenzen
- Emilio Del Giudice: What an electromagnetic biology could teach us. The role of QED (Quantum Electro Dynamics) in medicine. Proceedings. Meeting 14. Dezember 1999, Institute of Pharmacology University of Rome “La Sapienza”. In: Vincenzo I. Valenzi, Baldassare Messina (Hrsg.): Riv. Biol. Band 93, Nr. 3, 2000, S. 467–511 (englisch, Vorabdruck der Proceedings [PDF]).
- 5th International Workshop DICE2010, IOP Publishing “DNA waves and water” - Luc Montagnier, J. Aissa, Emilio Del Giudice, C. Lavallee, Albero Tedeschi and Giuseppe Vitello – Journal of Physics: Conference Series 306 (2011) 012007 doi:10.1088/1742-6596/306/1/012007.